# Eufemia de Arnstein
Eufemia de Arnstein (ca. 1270 - 1312) fue una noble alemana y reina consorte de Noruega. Fue esposa del rey Haakon V.
Eufemia era hija del conde Gundarico de Arnstein, pero creció en la corte de su abuelo materno el príncipe Wizlaw II de Rügen. En el verano de 1299 se casó con el entonces príncipe y duque noruego Haakon Magnusson, en la iglesia de Santa María, en Oslo. Algunos meses después, a finales del año, Haakon fue coronado rey de Noruega y Eufemia asumió como reina consorte. Entre sus regalos de boda se hallaba la propiedad de la península de Bygdøy, en las inmediaciones de Oslo.
Haakon y Eufemia vivieron en el Castillo de Akershus, en la capital de Noruega. La reina alcanzó renombre por su interés hacia la literatura y traducción de baladas., fortaleciendo los vínculos entre Noruega y la vida cultural europea de la época.
Los reyes solo tuvieron una hija, la princesa Ingeborg Håkonsdatter.
Eufemia es recordada por su pasión por los relatos caballerescos medievales. Hizo una célebre traducción al sueco de tres romances europeos, conocidos en su conjunto como Eufemiavisorna (Las canciones de Eufemia), con motivo del compromiso matrimonial entre su hija y el príncipe sueco Erik Magnusson. La obra de Eufemia representa una de las primeras obras de la literatura en lengua sueca.
Se presume que murió en 1312 y quizás haya sido sepultada en la iglesia de Santa María de Oslo, donde se le unirían años después los restos mortales de su marido.